# Juan Postigos
Juan Miguel Postigos Acuña (Lima, 13 de mayo de 1989) es un deportista peruano que compite en judo.
Ganó una medalla en los Juegos Panamericanos de 2011 y siete medallas en el Campeonato Panamericano de Judo entre los años 2010 y 2024.
Participó en cuatro Juegos Olímpicos de Verano entre los años 2012 y 2024. Fue, junto con la esgrimidora María Luisa Doig, los abanderados de Perú en la ceremonia de apertura de los Juegos de París 2024.

## Palmarés internacional
| Juegos Panamericanos    | Juegos Panamericanos       | Juegos Panamericanos | Juegos Panamericanos |
| Año                     | Lugar                      | Medalla              | Categoría            |
| ----------------------- | -------------------------- | -------------------- | -------------------- |
| 2011                    | Guadalajara (México)       | Medalla de bronce    | –60 kg               |
| Campeonato Panamericano |                            |                      |                      |
| Año                     | Lugar                      | Medalla              | Categoría            |
| 2010                    | San Salvador (El Salvador) | Medalla de bronce    | –60 kg               |
| 2016                    | La Habana (Cuba)           | Medalla de bronce    | –60 kg               |
| 2017                    | Ciudad de Panamá (Panamá)  | Medalla de bronce    | –66 kg               |
| 2019                    | Lima (Perú)                | Medalla de plata     | –66 kg               |
| 2021                    | Guadalajara (México)       | Medalla de bronce    | –66 kg               |
| 2022                    | Lima (Perú)                | Medalla de plata     | –66 kg               |
| 2024                    | Río de Janeiro (Brasil)    | Medalla de plata     | –66 kg               |